# كاسر الحجر خشن السويق
كاسر الحجر خشن السويق أو سفرس خشن (الاسم العلمي:Saxifraga aspera) هو نوع من النباتات يتبع جنس كاسر الحجر من فصيلة كاسرات الحجر.